# Генезий из Брешелло
Генезий из Брешелло (умер в 399) — святой епископ. День памяти — 25 августа.
Единственным источником биографических сведений о святом Генезии является «Revelatio beati Genesii episcopi», составленное во второй половине X века в ходе реконструкции городка Брешелло основателем Каносской династии Адальбертом Аццо.
Генезий был поставлен во епископа святителем Амвросием Медиоланским в 388 году (но дата является спорной) и отправлен в епархию с центром в Brixellum, бывшим в ту пору процветающим римским муниципием, расположенным в месте слияния рек Энца и По, находившимся в ту пору под церковной юрисдикцией города Парма. Очень мало известно о его пастырском служении, закончившимся кончиной, происшедшей в 399 году, кроме того, что он был очень активен в противодействии ереси ариан и считался отличным «искупителем душ». Благодаря этому качеству, он уже в то время снискал славу святого и «духовника» Церкви.